# Wiltz

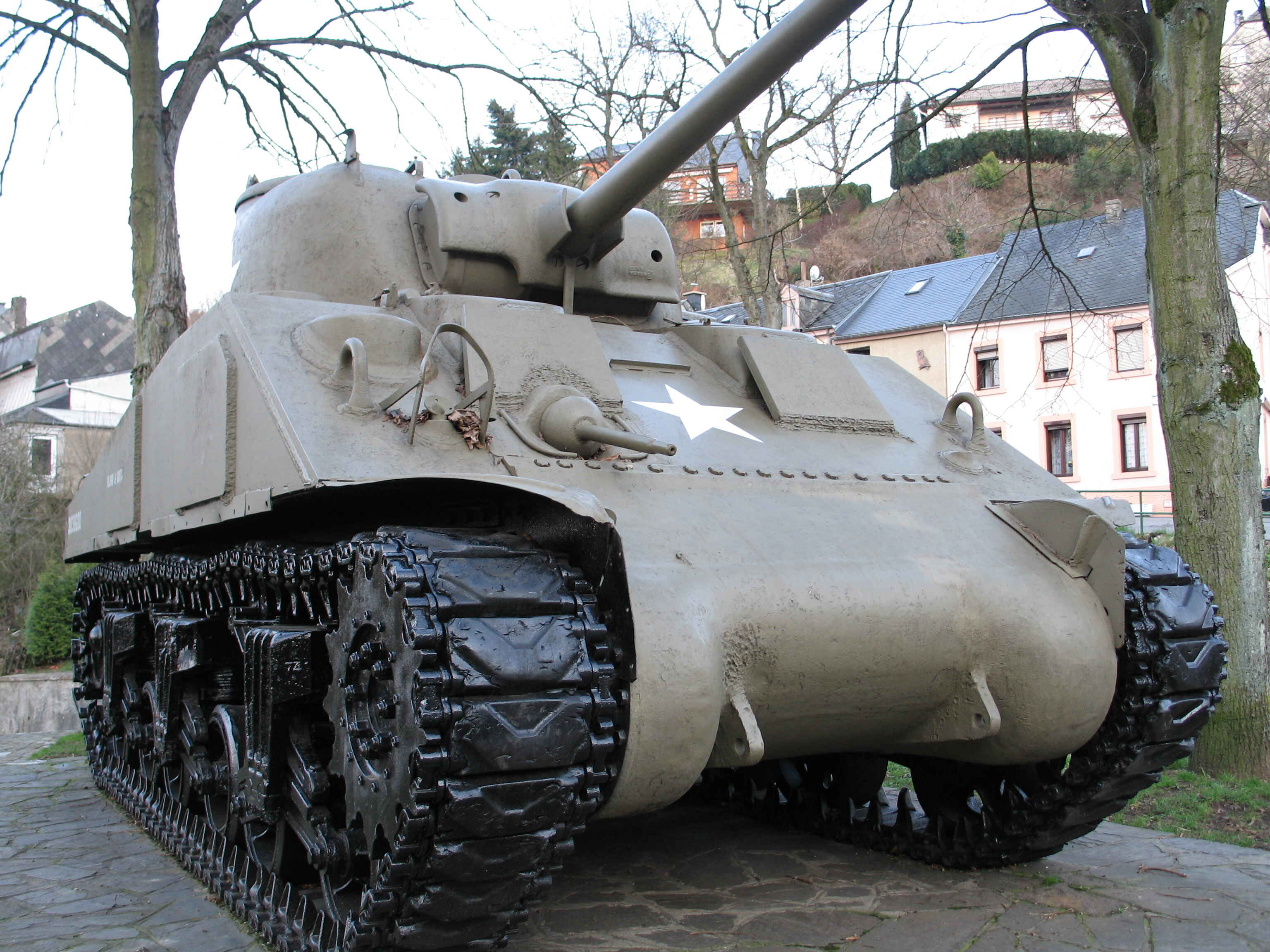
Tankmonument in Wiltz

Wiltz (Luxemburgs: Wolz) is een stad en gemeente in het noordwesten van het Groothertogdom Luxemburg, gelegen in het gelijknamige kanton, dicht bij de grens met België. Wiltz, met ca. 7000 inwoners (2019), is een oude gemeente en heeft als woonplaats gediend voor Kelten, Romeinen en Franken. 
Wiltz is in twee delen gesplitst; de bovenstad ligt op twee hellingen terwijl de benedenstad aan de oevers van de rivier de Wiltz ligt. In de bovenstad is het kasteel van de graven van Wiltz te vinden. Wiltz is een belangrijke toeristische trekpleister en staat ook bekend om de vele scouting-faciliteiten. In de stad staat ook het "International Scouting One Penny Monument" ter ere van scoutingoprichter Robert Baden-Powell.
Wiltz heeft een treinstation aan een korte aftakking vanaf de noord-zuidverbinding door Luxemburg, bij Kautenbach.
In 1951 werd in Wiltz een Mariabeeld opgericht ter herinnering aan de Mariaverschijningen van 1917 te Fatima, Portugal. Het verving een tijdelijk monumentje dat er in 1946 was geplaatst. De bewoners uitten zo hun dank dat ze gespaard werden tijdens het oorlogsgeweld van het Ardennenoffensief van 1944. Op 30 september 1956 werd het Monument national de la Grève ingehuldigd. Dit monument, een 23 meter hoge toren, herdenkt de nationale algemene staking tijdens de Duitse bezetting die op 31 augustus 1942 in de leerlooierijen van Wiltz uitbrak. Het monument werd ontworpen door architect Roger Wercollier en bevat bas-reliëfs van zijn broer, beeldhouwer Lucien Wercollier.
In 1953 vond voor het eerst het Festival van Wiltz plaats, een jaarlijks muziek- en theaterevenement in de maand juli.

## Plaatsen in de gemeente
- Erpeldange
- Eschweiler
- Knaphoscheid
- Niederwiltz
- Roullingen
- Selscheid
- Weidingen
- Wiltz

## Ontwikkeling van het inwoneraantal
| Jaar                              | 2001 | 2002 | 2003 | 2004 | 2005 |
| --------------------------------- | ---- | ---- | ---- | ---- | ---- |
| Inwoneraantal                     | 4567 | 4507 | 4510 | 4525 | 4587 |
| Opmerking: tellingen op 1 januari |      |      |      |      |      |

## Geboren
- Jean Logeling (1868-1930), docent, schilder en auteur
- Valérie Kuborn (1901-1991), kunstschilder
- Paul Wilwertz (1905-1979), advocaat en politicus
- Georgette Beljon (1916-2006), filoloog, filosoof en kunstenaar
- Ger Maas (1931-2020), kunstschilder, graficus en auteur
- Roger Leiner (1955), stripauteur
- Kevin Malget (1991), voetballer
- Youn Czekanowicz (2000), voetballer

## Stedenband
- Celorico de Basto (2005)
- Zavidovići (2008)
- Bastenaken (Vriendschapsband)